# Ludwig Baumann (Sänger)
Ludwig Franz Xaver Baumann (* 9. November 1950 in Rosenheim) ist ein deutscher Opernsänger (Bassbariton) und seit 1997 Initiator und Intendant des „Opernfestivals Gut Immling Chiemgau“ auf Gut Immling in Halfing.

## Leben
Ludwig Baumann wuchs auf einem Bauernhof mit vielen Tieren auf, was von Anfang an seine Liebe zu Tieren und insbesondere zu Pferden prägte.
Nach seiner Schulzeit studierte er zunächst Gesang am Richard-Strauss-Konservatorium in München. Nach seinem Abschluss hatte er feste Engagements in Los Angeles und Rom, sowie an der Bayerischen Staatsoper München, in Düsseldorf, Coburg, am Gärtnerplatztheater in München und in Köln. Er gastierte auf vielen großen Opernbühnen der Welt, an der Deutschen Oper Berlin, an der Semperoper in Dresden, an der Pariser Oper und bei zahlreichen Festivals. Seine Rollen waren vielseitig, doch die Rolle des Papageno in der Zauberflöte von Wolfgang Amadeus Mozart, war seine bevorzugte, die er über 300 mal sang. Er trat auch in zahlreichen Konzertsälen unter namhaften Dirigenten auf.
Ludwig Baumann ist nicht nur Opernsänger, sondern auch Interpret von Volksliedern und volkstümlicher Musik. So bewarb er sich 1986 mit dem Lied Heimat ist ... beim ersten Grand Prix der Volksmusik 1986, doch erreichte das Lied nicht das Finale. Es wurde auch von anderen Interpreten (wie Günter Wewel) aufgenommen.
1994 stoppte ein Bühnenunfall die Opernkarriere Baumanns. Daraufhin zog er sich auf das Gut Immling zwischen Bad Endorf und Halfing im Chiemgau zurück. Dorthin überführte er seine Tiere vom elterlichen Bauernhof in Aising bei Rosenheim. Inzwischen leben dort über 100 Pferde sowie Esel, Ziegen, Schafe, Katzen, Hunde, Vögel, Kaninchen und Hängebauchschweine.
Von Gut Immling aus veranstaltete Baumann seit 1994 Workshops und Konzerte in Rosenheim und rief schließlich 1997 in der Reithalle seines Gutes das „Internationale Musikfestival im Chiemgau Gut Immling“ ins Leben, das seither jährlich stattfindet und Opernfreunde zum Chiemsee lockt. Hier inszeniert Baumann Opern für Kinder (z. B. Mozarts Zauberflöte) und für Erwachsene (z. B. „Die verkaufte Braut“). Inzwischen singt Baumann auch wieder auf Gala-Konzerten.
Er ist mit der Dirigentin und Kirchenmusikerin Cornelia von Kerssenbrock (* 1970) verheiratet.

## Ehrungen
- 2011: Verdienstkreuz am Bande der Bundesrepublik Deutschland[2].
- 2019: Pocci-Preis der Franz-Graf-von-Pocci-Gesellschaft e. V.
- 2024: Pro meritis scientiae et litterarum